# Bisdom Cartago (Colombia)
Het bisdom Cartago (Latijn: Dioecesis Carthadensis in Columbia) is een rooms-katholiek bisdom met als zetel Cartago, in Colombia. Het bisdom is suffragaan aan het aartsbisdom Cali. 

## Geschiedenis
Het bisdom werd opgericht op 16 maart 1962, uit delen van het bisdom Cali, en was suffragaan aan het aartsbisdom Popayán. Op 20 juni 1964 veranderde het van kerkprovincie en werd suffragaan aan het nieuw verheven aartsbisdom Cali. 

## Parochies
Het bisdom had in 2021 een oppervlakte van 4.500 km2 en telde 438.128 inwoners waarvan 97,9% rooms-katholiek was.  

## Bisschoppen
- José Gabriel Calderón Contreras (26 april 1962 - 19 april 1995)
- Luis Madrid Merlano (19 april 1995 - 30 maart 2010)
- José Alejandro Castaño Arbeláez (21 oktober 2010 - 31 oktober 2020)
  - José Roberto Ospina Leongómez (apostolisch administrator: 31 oktober 2020 - 9 december 2021)
- César Alcides Balbín Tamayo (18 oktober 2021 - heden)

## Galerij van afbeeldingen

Wapen van het bisdom Cartago

Cali (aartsbisdom) · Buenaventura · Buga · Cartago · Palmira